# Clytra variomaculata
Clytra variomaculata es un coleóptero de la familia Chrysomelidae. Fue descrita científicamente por primera vez en 1986 por Takizawa.